# Ziraat Bankası
La Ziraat Bankası (« banque de l'agriculture ») est une banque turque dont le siège est situé à Ankara. C'est une société anonyme de droit privé à capitaux publics.